# 张庆军
张庆军（1964年3月—），男，汉族，安徽淮北人，中华人民共和国政治人物。复旦大学管理科学系经济管理专业本科毕业，中国科学技术大学公共管理专业在职研究生学历，管理学硕士。曾任中共合肥市委副书记、市长。

## 生平
1981年9月，在复旦大学管理科学系经济管理专业学习。1985年8月毕业后参加工作，历任安徽省计委副主任科员、主任科员、培训中心副主任（副处级）等职务。1988年4月加入中国共产党。1996年3月，进入安徽省人民政府办公厅，经历了两年多的调研岗位并升至正处级。1998年10月，历任铜陵市副市长、党组成员，市委常委、市委副书记等职务。2004年8月，任铜陵市市长。2007年4月，任安徽省国土资源厅厅长、党组书记。2011年9月，任合肥市副市长、代市长（2012年1月正式当选市长）（其间，2005年9月至2012年3月，在中国科学技术大学公共管理专业学习，获得管理学硕士学位）。
第十一届、十二届全国人大代表。
2016年7月30日，中纪委网站宣布其涉嫌严重违纪正在接受组织调查。据媒体报道，其妻金杰曾担任安徽省司法厅国家司法考试处处长，2016年3月10日（全国两会期间）在合肥坠亡。
2016年12月11日，被开除党籍、开除公职。